# Unjalaur
Unjalaur é uma panchayat no distrito de Erode, no estado indiano de Tamil Nadu.

## Demografia
Segundo o censo de 2001,  Unjalaur  tinha uma população de 2628 habitantes. Os indivíduos do sexo masculino constituem 50% da população e os do sexo feminino 50%. Unjalaur tem uma taxa de literacia de 72%, superior à média nacional de 59.5%: a literacia no sexo masculino é de 82% e no sexo feminino é de 61%. Em Unjalaur, 6% da população está abaixo dos 6 anos de idade.